# Kuchnia (jezioro)
Jezioro Kuchnia – jezioro w Polsce, położone w województwie kujawsko-pomorskim, w powiecie grudziądzkim, w granicach administracyjnych gminy Rogóźno i gminy miejsko-wiejskiej Łasin.   

## Charakterystyka
Według regionalizacji fizycznogeograficznej Polski jezioro znajduje się na Pojezierzu Łasińskim, w ciągu rzeki Gardei, na północny zachód od Jeziora Nogat. 

## Dane morfometryczne
Ogólna powierzchnia: 56,9 ha, maksymalna głębokość: 5,1 m. Jezioro posiada III klasę czystości wód.